# Charles Legentil
Pour les articles homonymes, voir Legentil.
Charles Legentil, né le 9 mars 1788 à Rouen et mort le 1er octobre 1855 au Petit-Château de Saint-Ouen, est un banquier et homme politique orléaniste du XIXe siècle.

## Biographie
Charles Legentil est le fils de François Legentil (1742-1820), propriétaire de filatures à Rouen, et de Madeleine Adélaïde Prédicant, fille du notaire rouennais Richard Dominique Prédicant. Il épouse en premières noces Christine Chevreux, sœur de Casimir Cheuvreux et héritière des filatures Chevreux-Aubertot, et en secondes noces en 1819, Stéphanie Sanson, fille de Joseph Sanson, directeur de la Compagnie des Indes, et sœur du Régent de la Banque de France, Alexandre Sanson-Davillier.
Élu député de la Seine de 1837 à 1842, fait Pair de France en 1842 par Louis-Philippe Ier, il est membre fondateur du Comptoir national d'escompte de Paris et devient régent de la Banque de France de 1844 à 1855 et Président de la Chambre de Commerce de Paris élu en 1847.
Fidèle à la Monarchie de Juillet, il rend visite au roi déchu entre 1849 et 1850 à Claremont House. Ses résidences parisiennes sont situées sur la rive droite : 35 rue du Faubourg-Poissonnière, 12 rue de Montholon puis l'hôtel particulier du 51 rue de Paradis. Il achète le Petit-Château de Saint-Ouen et y meurt le 1er octobre 1855.
Son fils Alexandre Legentil est à l'initiative de la construction de la basilique du Sacré-Cœur de Montmartre à Paris.